# Shirley Mills (Schauspielerin)

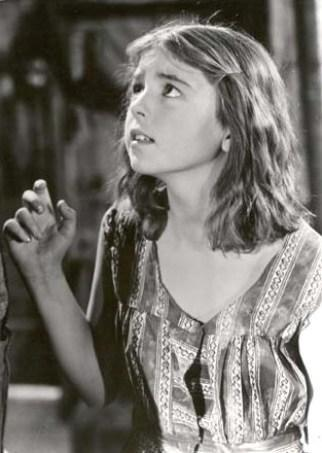
Shirley Mills in Child Bride

Shirley Olivia Mills (* 8. April 1926 in Tacoma, Washington; † 31. März 2010 in Arcadia, Kalifornien) war eine US-amerikanische Jugendschauspielerin der 1940er Jahre.

## Leben
Nachdem Mills 1937 mit ihrer Familie nach Südkalifornien gezogen war, wurde sie schnell als Darstellerin gebucht. Durch ihren Auftritt in dem komödiantischen Musikdrama The Under-pup 1939 neben Gloria Jean erregte sie die Aufmerksamkeit John Fords, der sie daraufhin im folgenden Jahr in seiner Literaturverfilmung Früchte des Zorns besetzte. Nach einigen weiteren Filmen spielte Mills 1942 in dem romantischen Drama Miss Annie Rooney an der Seite von Shirley Temple und 1944 in dem Kriegsdrama None Shall Escape neben Marsha Hunt und Alexander Knox.
In der Folge wurde Mills Mitglied der Jivin' Jacks and Jills, einer Jitterbug-Tanzgruppe der Universal Studios und arbeitete als Model und für die Werbung. Ab 1946 stockte ihre Filmkarriere; 1951 wirkte sie in einer kleineren Rolle in der romantischen Komödie The Model and the Marriage Broker von George Cukor mit, die in der Kategorie Kostümdesign eine Oscarnominierung erhielt. Daran schlossen sich Arbeiten fürs Fernsehen an und als ihre letztgenannte Rolle, die einer Tänzerin in dem Musicalfilm Außer Rand und Band mit Twist von 1961.
In ihrem späteren Berufsleben war Mills in der datenverarbeitenden Industrie tätig und Präsidentin der Data Processing Management Assn. in Los Angeles.
Shirley Mills war von 1977 bis zu dessen Tod 1995 mit Mel Hanson verheiratet. Die Ehe blieb kinderlos.

## Filmografie (Auswahl)
- 1938: Child Bride
- 1939: The Under-Pup
- 1940: Früchte des Zorns (The Grapes of Wrath)
- 1940: Goldschmuggel nach Virginia (Virginia City)
- 1940: Young People
- 1940: Five Little Peppers in Trouble
- 1940: Diamond Frontier
- 1942: Miss Annie Rooney
- 1943: Im Schatten des Zweifels (Shadow of a Doubt)
- 1943: Reveille with Beverly
- 1943: Henry Aldrich Gets Glamour
- 1943: Mister Big
- 1943: Top Man
- 1943: Always a Bridesmaid
- 1943: True to Life
- 1944: Chip Off the Old Block
- 1944: None Shall Escape
- 1944: Nine Girls
- 1944: Patrick the Great
- 1945: Snafu
- 1946: Blondie’s Lucky Day
- 1946: Betty Co-Ed
- 1946: That Brennan Girl
- 1949: An Old-Fashioned Girl
- 1950: It’s a Small World
- 1950: What Happened to Jo Jo? (Kurzfilm)
- 1951: Fighting Coast Guard
- 1951: The Family Secret
- 1951: The Model and the Marriage Broker
- 1952: My Six Convicts
- 1954: My Little Margie (Fernsehserie, 2 Folgen)
- 1956: Ford Star Jubilee (Fernsehserie, 1 Folge)
- 1961: Außer Rand und Band mit Twist (Twist Around the Clock)